# Озёрный (городской округ Саранск)
 Озёрный  — посёлок в Мордовии в составе России. 
Входит в городской округ Саранск.  Административно образует Озёрный сельсовет, подчинённый администрации Октябрьского района Саранска.

## География
Находится у северо-восточной границы города Саранск.

## История
Основан в начале XX века. В 1914 году учтено 34 двора..

## Население
| 2002 | 2010  |
| ---- | ----- |
| 1551 | ↗1556 |

Постоянное население составляло 1551 человек (русские 56 %) в 2002 году, 1556 в 2010 году.